# Hydrocotyle vulgaris
Espèce
Statut de conservation UICN

 LC  : Préoccupation mineure
Hydrocotyle vulgaris, l'Hydrocotyle vulgaire, appelée aussi Écuelle d'eau ou herbe aux patagons, est une espèce de plantes à fleurs de la famille des Araliacées. C'est une plante rampante de milieux humides originaire d'Afrique du Nord, d'Europe, du Caucase et de certaines parties de l'Asie.

## Description
Herbe vivace grêle et rampante, cette plante semi-aquatique vit dans les prairies humides, les tourbières. Basse (5 à 20 cm), elle est difficile à repérer dans la végétation dense. Les feuilles orbiculaires (d'où le nom d'herbe aux patagons) et peltées, à nervation palmée et à longs pétioles glabres à la base mais recouverts de fines soies dans leur partie haute, sont flottantes en période de hautes eaux. Avec une légère odeur de carotte, elles sont comestibles. Les fleurs blanchâtres, verdâtres ou roses sont très discrètes au sein de leur inflorescence (ombelle, verticille).

## Confusion possible
Ses feuilles ressemblent un peu au nombril de Vénus mais ces dernières ont un limbe à bord non crénelé et vivent sur les rochers.